# Tranmere Rovers Football Club
Il Tranmere Rovers Football Club è una società calcistica inglese con sede a Birkenhead. Milita nella Football League two, quarta divisione del campionato inglese di calcio. Fondato nel 1884, il club gioca le proprie partite casalinghe al Prenton Park.

## Storia
La squadra giunse in finale di Football League Cup nella stagione 1999-2000, perdendo però per 1-2 contro il Leicester City. Ad eccezione di una stagione (la 1938-1939) ha giocato dalla sua fondazione fino al 1991 sempre tra la terza e la quarta divisione inglese; dal 1991 al 2001 ha invece giocato ininterrottamente per un decennio in seconda divisione.
Il club nella sua storia ha giocato due finali di Football League Trophy (nelle edizioni 1990-1991 e 2020-2021) ed una semifinale nel medesimo torneo (edizione 1983-1984), oltre che una semifinale in FA Trophy (stagione 2016-2017) ed una finale in Coppa del Galles (stagione 1933-1934), torneo che ha vinto invece nella stagione 1934-1935. Nel 1988 ha inoltre partecipato al Torneo del centenario della Football League, nel quale ha raggiunto la semifinale.

## Allenatori
- Jacky Carr (1935-1938)
- Bill Ridding (1942-1946)
- Peter Farrell (1957-1960)
- Dave Russell (1961-1969)
- Ron Yeats (1971-1974)
- John King (1975-1980)
- Bryan Hamilton (1980-1985)
- Frank Worthington (1985-1987)
- John King (1987-1996)
- Kevin Sheedy (2001) (interim)
- Dave Watson (2001-2002)
- Brian Little (2003-2006)
- Micky Adams (2014)
- Robert William Edwards (2014)
- Nigel Adkins (2023-)

## Palmarès

### Competizioni nazionali
- Third Division North: 1

1937-1938
- Football League Trophy: 1

1989-1990
- Coppa del Galles: 1

1934-1935

### Competizioni regionali
- Liverpool Senior Cup: 11

1948-1949, 1949-1950, 1950-1951, 1954-1955, 1969-1970, 1972-1973, 1973-1974, 1991-1992, 1994-1995, 2011-2012, 2012-2013

## Organico

### Rosa 2024-2025
| N. |                        | Ruolo | Calciatore      |
| -- | ---------------------- | ----- | --------------- |
| 1  | Inghilterra (bandiera) | P     | Luke McGee      |
| 2  | Inghilterra (bandiera) | D     | Cameron Norman  |
| 3  | Inghilterra (bandiera) | D     | Zak Bradshaw    |
| 4  | Inghilterra (bandiera) | C     | Brad Walker     |
| 5  | Galles (bandiera)      | D     | Tom Davies      |
| 6  | Inghilterra (bandiera) | C     | Jordan Turnbull |
| 7  | Inghilterra (bandiera) | C     | Kieron Morris   |
| 8  | Scozia (bandiera)      | D     | Regan Hendry    |
| 9  | Inghilterra (bandiera) | A     | Luke Norris     |
| 10 | Inghilterra (bandiera) | A     | Josh Davison    |
| 11 | Inghilterra (bandiera) | C     | Josh Hawkes     |
| 13 | Irlanda (bandiera)     | P     | Joe Murphy      |
| 14 | Inghilterra (bandiera) | A     | Kristian Dennis |

| N. |                        | Ruolo | Calciatore      |
| -- | ---------------------- | ----- | --------------- |
| 16 | Inghilterra (bandiera) | C     | Chris Merrie    |
| 17 | Inghilterra (bandiera) | C     | Sam Finley      |
| 18 | Inghilterra (bandiera) | A     | Connor Jennings |
| 19 | Inghilterra (bandiera) | A     | Harvey Saunders |
| 20 | Inghilterra (bandiera) | A     | Sam Taylor      |
| 21 | Inghilterra (bandiera) | A     | Sol Solomon     |
| 22 | Irlanda (bandiera)     | C     | Lee O'Connor    |
| 23 | Inghilterra (bandiera) | D     | Connor Wood     |
| 25 | Irlanda (bandiera)     | P     | Reuben Egan     |
| 28 | Gambia (bandiera)      | C     | Saidou Khan     |
| 30 | Inghilterra (bandiera) | C     | Omari Patrick   |
| 35 | Inghilterra (bandiera) | D     | Declan Drysdale |
|    | Galles (bandiera)      | C     | Josh Williams   |

### Rosa 2023-2024
| N. |                                | Ruolo | Calciatore         |
| -- | ------------------------------ | ----- | ------------------ |
| 2  | Inghilterra (bandiera)         | D     | Josh Dacres-Cogley |
| 3  | Saint Kitts e Nevis (bandiera) | D     | Ethan Bristow      |
| 4  | Irlanda (bandiera)             | C     | Lee O'Connor       |
| 5  | Inghilterra (bandiera)         | D     | Tom Davies         |
| 6  | Inghilterra (bandiera)         | C     | Chris Merrie       |
| 7  | Inghilterra (bandiera)         | C     | Kieron Morris      |
| 9  | Germania (bandiera)            | A     | Paul Glatzel       |
| 10 | Inghilterra (bandiera)         | A     | Kane Hemmings      |
| 11 | Inghilterra (bandiera)         | C     | Josh Hawkes        |
| 12 | Inghilterra (bandiera)         | A     | Charlie Jolley     |
| 13 | Irlanda (bandiera)             | P     | Joe Murphy         |
| 14 | Inghilterra (bandiera)         | D     | Jordan Turnbull    |
| 16 | Inghilterra (bandiera)         | C     | Jon Nolan          |

| N. |                        | Ruolo | Calciatore       |
| -- | ---------------------- | ----- | ---------------- |
| 18 | Inghilterra (bandiera) | D     | Kyle Jameson     |
| 19 | Scozia (bandiera)      | C     | Logan Chalmers   |
| 20 | Inghilterra (bandiera) | C     | Brad Walker      |
| 21 | Scozia (bandiera)      | D     | Luke Robinson    |
| 22 | Inghilterra (bandiera) | C     | Paul Lewis       |
| 23 | Polonia (bandiera)     | P     | Mateusz Hewelt   |
| 24 | Scozia (bandiera)      | D     | Regan Hendry     |
| 25 | Svezia (bandiera)      | A     | Joel Mumbongo    |
| 26 | Inghilterra (bandiera) | A     | Harvey Saunders  |
| 27 | Inghilterra (bandiera) | A     | Jake Burton      |
| 31 | Inghilterra (bandiera) | C     | Jack Williams    |
| 33 | Inghilterra (bandiera) | C     | Jay Turner-Cooke |

### Rosa 2022-2023
| N. |                                | Ruolo | Calciatore         |
| -- | ------------------------------ | ----- | ------------------ |
| 2  | Inghilterra (bandiera)         | D     | Josh Dacres-Cogley |
| 3  | Saint Kitts e Nevis (bandiera) | D     | Ethan Bristow      |
| 4  | Irlanda (bandiera)             | C     | Lee O'Connor       |
| 5  | Inghilterra (bandiera)         | D     | Tom Davies         |
| 6  | Inghilterra (bandiera)         | C     | Chris Merrie       |
| 7  | Inghilterra (bandiera)         | C     | Kieron Morris      |
| 9  | Germania (bandiera)            | A     | Paul Glatzel       |
| 10 | Inghilterra (bandiera)         | A     | Kane Hemmings      |
| 11 | Inghilterra (bandiera)         | C     | Josh Hawkes        |
| 12 | Inghilterra (bandiera)         | A     | Charlie Jolley     |
| 13 | Irlanda (bandiera)             | P     | Joe Murphy         |
| 14 | Inghilterra (bandiera)         | D     | Jordan Turnbull    |
| 16 | Inghilterra (bandiera)         | C     | Jon Nolan          |

| N. |                        | Ruolo | Calciatore       |
| -- | ---------------------- | ----- | ---------------- |
| 18 | Inghilterra (bandiera) | D     | Kyle Jameson     |
| 19 | Scozia (bandiera)      | C     | Logan Chalmers   |
| 20 | Inghilterra (bandiera) | C     | Brad Walker      |
| 21 | Scozia (bandiera)      | D     | Luke Robinson    |
| 22 | Inghilterra (bandiera) | C     | Paul Lewis       |
| 23 | Polonia (bandiera)     | P     | Mateusz Hewelt   |
| 24 | Scozia (bandiera)      | D     | Regan Hendry     |
| 25 | Svezia (bandiera)      | A     | Joel Mumbongo    |
| 26 | Inghilterra (bandiera) | A     | Harvey Saunders  |
| 27 | Inghilterra (bandiera) | A     | Jake Burton      |
| 31 | Inghilterra (bandiera) | C     | Jack Williams    |
| 33 | Inghilterra (bandiera) | C     | Jay Turner-Cooke |

### Rosa 2021-2022
| N. |                        | Ruolo | Calciatore            |
| -- | ---------------------- | ----- | --------------------- |
| 1  | Galles (bandiera)      | P     | Scott Davies          |
| 2  | Irlanda (bandiera)     | D     | Lee O'Connor          |
| 3  | Inghilterra (bandiera) | D     | Liam Ridehalgh        |
| 4  | Inghilterra (bandiera) | C     | Ritchie Sutton        |
| 5  | Inghilterra (bandiera) | D     | Mark Ellis            |
| 6  | Camerun (bandiera)     | D     | Manny Monthe          |
| 7  | Inghilterra (bandiera) | C     | Ben Tollitt           |
| 8  | Inghilterra (bandiera) | C     | Jay Spearing          |
| 9  | Inghilterra (bandiera) | A     | James Vaughan         |
| 10 | Inghilterra (bandiera) | A     | James Norwood         |
| 11 | Inghilterra (bandiera) | C     | Corey Blackett-Taylor |
| 13 | Irlanda (bandiera)     | P     | Joe Murphy            |
| 14 | Inghilterra (bandiera) | A     | Kaiyne Woolery        |
| 15 | Inghilterra (bandiera) | C     | Jack Young            |
| 17 | Inghilterra (bandiera) | C     | Dylan Mottley-Henry   |

| N. |                           | Ruolo | Calciatore        |
| -- | ------------------------- | ----- | ----------------- |
| 18 | Inghilterra (bandiera)    | C     | Jonny Smith       |
| 19 | Inghilterra (bandiera)    | C     | Liam Feeney       |
| 20 | Inghilterra (bandiera)    | C     | Danny Walker-Rice |
| 21 | Inghilterra (bandiera)    | D     | Evan Gumbs        |
| 22 | Inghilterra (bandiera)    | C     | Harvey Gilmour    |
| 23 | Inghilterra (bandiera)    | P     | Shamal George     |
| 24 | Costa d'Avorio (bandiera) | D     | Zoumana Bakayogo  |
| 25 | Galles (bandiera)         | P     | Luke Pilling      |
| 26 | Inghilterra (bandiera)    | D     | Jay Devine        |
| 27 | Inghilterra (bandiera)    | C     | Ryan Williams     |
| 28 | Inghilterra (bandiera)    | D     | Ollie Banks       |
| 29 | Inghilterra (bandiera)    | A     | Sam Smith         |
| 35 | Inghilterra (bandiera)    | C     | Danny Lloyd       |
|    | Inghilterra (bandiera)    | C     | Callum McManaman  |

### Rosa 2020-2021
| N. |                        | Ruolo | Calciatore            |
| -- | ---------------------- | ----- | --------------------- |
| 1  | Galles (bandiera)      | P     | Scott Davies          |
| 2  | Irlanda (bandiera)     | D     | Lee O'Connor          |
| 3  | Inghilterra (bandiera) | D     | Liam Ridehalgh        |
| 4  | Inghilterra (bandiera) | C     | Ritchie Sutton        |
| 5  | Inghilterra (bandiera) | D     | Mark Ellis            |
| 6  | Camerun (bandiera)     | D     | Manny Monthe          |
| 7  | Inghilterra (bandiera) | C     | Ben Tollitt           |
| 8  | Inghilterra (bandiera) | C     | Jay Spearing          |
| 9  | Inghilterra (bandiera) | A     | James Vaughan         |
| 10 | Inghilterra (bandiera) | A     | James Norwood         |
| 11 | Inghilterra (bandiera) | C     | Corey Blackett-Taylor |
| 13 | Irlanda (bandiera)     | P     | Joe Murphy            |
| 14 | Inghilterra (bandiera) | A     | Kaiyne Woolery        |
| 15 | Inghilterra (bandiera) | C     | Jack Young            |
| 17 | Inghilterra (bandiera) | C     | Dylan Mottley-Henry   |

| N. |                           | Ruolo | Calciatore        |
| -- | ------------------------- | ----- | ----------------- |
| 18 | Inghilterra (bandiera)    | C     | Jonny Smith       |
| 19 | Inghilterra (bandiera)    | C     | Liam Feeney       |
| 20 | Inghilterra (bandiera)    | C     | Danny Walker-Rice |
| 21 | Inghilterra (bandiera)    | D     | Evan Gumbs        |
| 22 | Inghilterra (bandiera)    | C     | Harvey Gilmour    |
| 23 | Inghilterra (bandiera)    | P     | Shamal George     |
| 24 | Costa d'Avorio (bandiera) | D     | Zoumana Bakayogo  |
| 25 | Galles (bandiera)         | P     | Luke Pilling      |
| 26 | Inghilterra (bandiera)    | D     | Jay Devine        |
| 27 | Inghilterra (bandiera)    | C     | Ryan Williams     |
| 28 | Inghilterra (bandiera)    | D     | Ollie Banks       |
| 29 | Inghilterra (bandiera)    | A     | Sam Smith         |
| 35 | Inghilterra (bandiera)    | C     | Danny Lloyd       |
|    | Inghilterra (bandiera)    | C     | Callum McManaman  |

### Rosa 2019-2020
| N. |                             | Ruolo | Calciatore      |
| -- | --------------------------- | ----- | --------------- |
| 1  | Galles (bandiera)           | P     | Scott Davies    |
| 2  | Inghilterra (bandiera)      | D     | Calum Woods     |
| 3  | Inghilterra (bandiera)      | D     | Liam Ridehalgh  |
| 4  | Inghilterra (bandiera)      | C     | Ritchie Sutton  |
| 5  | Inghilterra (bandiera)      | D     | Steve McNulty   |
| 6  | Camerun (bandiera)          | D     | Manny Monthe    |
| 7  | Inghilterra (bandiera)      | C     | Ben Tollitt     |
| 8  | Inghilterra (bandiera)      | C     | Jay Harris      |
| 9  | Inghilterra (bandiera)      | A     | Paul Mullin     |
| 10 | Inghilterra (bandiera)      | A     | James Norwood   |
| 11 | Inghilterra (bandiera)      | A     | Connor Jennings |
| 12 | Irlanda del Nord (bandiera) | C     | Luke McCullough |
| 14 | Inghilterra (bandiera)      | D     | Jake Caprice    |
| 16 | Inghilterra (bandiera)      | D     | Mark Ellis      |

| N. |                           | Ruolo | Calciatore          |
| -- | ------------------------- | ----- | ------------------- |
| 17 | Inghilterra (bandiera)    | C     | Dylan Mottley-Henry |
| 18 | Inghilterra (bandiera)    | C     | Jonny Smith         |
| 19 | Inghilterra (bandiera)    | A     | Franklyn Akammadu   |
| 20 | Inghilterra (bandiera)    | D     | Cole Stockton       |
| 21 | Inghilterra (bandiera)    | D     | Evan Gumbs          |
| 22 | Inghilterra (bandiera)    | C     | Harvey Gilmour      |
| 23 | Inghilterra (bandiera)    | P     | Shamal George       |
| 24 | Costa d'Avorio (bandiera) | D     | Zoumana Bakayogo    |
| 25 | Galles (bandiera)         | P     | Luke Pilling        |
| 26 | Inghilterra (bandiera)    | D     | Jay Devine          |
| 27 | Inghilterra (bandiera)    | C     | Ryan Williams       |
| 28 | Inghilterra (bandiera)    | D     | Ollie Banks         |
| 29 | Inghilterra (bandiera)    | C     | Larnell Cole        |
|    | Inghilterra (bandiera)    | A     | George Waring       |

### Rosa 2018-2019
| N. |                             | Ruolo | Calciatore      |
| -- | --------------------------- | ----- | --------------- |
| 1  | Galles (bandiera)           | P     | Scott Davies    |
| 2  | Inghilterra (bandiera)      | D     | Adam Buxton     |
| 3  | Inghilterra (bandiera)      | D     | Liam Ridehalgh  |
| 4  | Inghilterra (bandiera)      | C     | Ritchie Sutton  |
| 5  | Inghilterra (bandiera)      | D     | Steve McNulty   |
| 6  | Camerun (bandiera)          | D     | Manny Monthe    |
| 7  | Inghilterra (bandiera)      | C     | Ben Tollitt     |
| 8  | Inghilterra (bandiera)      | C     | Jay Harris      |
| 9  | Inghilterra (bandiera)      | A     | Paul Mullin     |
| 10 | Inghilterra (bandiera)      | A     | James Norwood   |
| 11 | Inghilterra (bandiera)      | A     | Connor Jennings |
| 12 | Irlanda del Nord (bandiera) | C     | Luke McCullough |
| 14 | Inghilterra (bandiera)      | D     | Jake Caprice    |
| 16 | Inghilterra (bandiera)      | D     | Mark Ellis      |

| N. |                           | Ruolo | Calciatore          |
| -- | ------------------------- | ----- | ------------------- |
| 17 | Inghilterra (bandiera)    | C     | Dylan Mottley-Henry |
| 18 | Inghilterra (bandiera)    | C     | Jonny Smith         |
| 19 | Inghilterra (bandiera)    | A     | Franklyn Akammadu   |
| 20 | Inghilterra (bandiera)    | D     | Cole Stockton       |
| 21 | Inghilterra (bandiera)    | D     | Evan Gumbs          |
| 22 | Inghilterra (bandiera)    | C     | Harvey Gilmour      |
| 23 | Inghilterra (bandiera)    | P     | Shamal George       |
| 24 | Costa d'Avorio (bandiera) | D     | Zoumana Bakayogo    |
| 25 | Galles (bandiera)         | P     | Luke Pilling        |
| 26 | Inghilterra (bandiera)    | D     | Jay Devine          |
| 27 | Inghilterra (bandiera)    | C     | Ryan Williams       |
| 28 | Inghilterra (bandiera)    | D     | Ollie Banks         |
| 29 | Inghilterra (bandiera)    | C     | Larnell Cole        |
|    | Inghilterra (bandiera)    | A     | George Waring       |

### Rosa 2017-2018
| N. |                        | Ruolo | Calciatore      |
| -- | ---------------------- | ----- | --------------- |
| 1  | Galles (bandiera)      | P     | Scott Davies    |
| 2  | Inghilterra (bandiera) | D     | Adam Buxton     |
| 3  | Inghilterra (bandiera) | D     | Liam Ridehalgh  |
| 4  | Inghilterra (bandiera) | C     | Ritchie Sutton  |
| 5  | Inghilterra (bandiera) | D     | Steve McNulty   |
| 6  | Scozia (bandiera)      | D     | James McEveley  |
| 7  | Inghilterra (bandiera) | C     | Ben Tollitt     |
| 8  | Inghilterra (bandiera) | C     | Jay Harris      |
| 9  | Inghilterra (bandiera) | A     | Andy Cook       |
| 10 | Inghilterra (bandiera) | A     | James Norwood   |
| 11 | Inghilterra (bandiera) | A     | Connor Jennings |
| 12 | Inghilterra (bandiera) | A     | James Alabi     |
| 14 | Inghilterra (bandiera) | A     | George Waring   |
| 15 | Inghilterra (bandiera) | C     | Oliver Norburn  |
| 16 | Inghilterra (bandiera) | D     | Jack Dunn       |

| N. |                             | Ruolo | Calciatore      |
| -- | --------------------------- | ----- | --------------- |
| 17 | Inghilterra (bandiera)      | C     | Jake Kirby      |
| 19 | Inghilterra (bandiera)      | A     | Andy Mangan     |
| 20 | Inghilterra (bandiera)      | D     | Mitch Duggan    |
| 23 | Inghilterra (bandiera)      | A     | Elliot Rokka    |
| 24 | Irlanda del Nord (bandiera) | C     | Jeff Hughes     |
| 25 | Galles (bandiera)           | P     | Luke Pilling    |
| 26 | Inghilterra (bandiera)      | D     | Declan Drysdale |
| 27 | Saint Lucia (bandiera)      | D     | Josh Davies     |
| 28 | Inghilterra (bandiera)      | D     | Evan Gumbs      |
| 29 | Inghilterra (bandiera)      | C     | Larnell Cole    |
| 30 | Inghilterra (bandiera)      | A     | Devarn Green    |
| 31 | Inghilterra (bandiera)      | A     | Eddie Clarke    |
| 34 | Francia (bandiera)          | C     | Drissa Traoré   |
| 38 | Inghilterra (bandiera)      | C     | James Wallace   |

### Rosa 2016-2017
| N. |                        | Ruolo | Calciatore        |
| -- | ---------------------- | ----- | ----------------- |
| 1  | Galles (bandiera)      | P     | Scott Davies      |
| 2  | Inghilterra (bandiera) | D     | Lee Vaughan       |
| 3  | Inghilterra (bandiera) | D     | Liam Ridehalgh    |
| 4  | Inghilterra (bandiera) | C     | Steve Jennings    |
| 5  | Inghilterra (bandiera) | D     | Steve McNulty     |
| 6  | Inghilterra (bandiera) | D     | Michael Ihiekwe   |
| 7  | Inghilterra (bandiera) | D     | Adam Mekki        |
| 8  | Inghilterra (bandiera) | C     | Jay Harris        |
| 9  | Inghilterra (bandiera) | C     | Andy Cook         |
| 10 | Inghilterra (bandiera) | C     | James Norwood     |
| 11 | Inghilterra (bandiera) | A     | Connor Jennings   |
| 12 | Inghilterra (bandiera) | D     | Ritchie Sutton    |
| 13 | Scozia (bandiera)      | P     | Iain Turner       |
| 14 | Inghilterra (bandiera) | A     | Darren Stephenson |
| 16 | Inghilterra (bandiera) | D     | Jack Dunn         |

| N. |                                | Ruolo | Calciatore    |
| -- | ------------------------------ | ----- | ------------- |
| 17 | Inghilterra (bandiera)         | C     | Jake Kirby    |
| 18 | Inghilterra (bandiera)         | C     | Ben Tollitt   |
| 19 | Inghilterra (bandiera)         | A     | Andy Mangan   |
| 20 | Saint Kitts e Nevis (bandiera) | C     | Lois Maynard  |
| 21 | Inghilterra (bandiera)         | C     | Adam Dawson   |
| 22 | Inghilterra (bandiera)         | C     | Adam Buxton   |
| 23 | Inghilterra (bandiera)         | A     | Cole Stockton |
| 24 | Irlanda del Nord (bandiera)    | C     | Jeff Hughes   |
| 25 | Inghilterra (bandiera)         | C     | Mitch Duggan  |
| 26 | Galles (bandiera)              | P     | Luke Pilling  |
| 27 | Inghilterra (bandiera)         | C     | Darren Askew  |
| 28 | Inghilterra (bandiera)         | D     | Evan Gumbs    |
| 34 | Portogallo (bandiera)          | C     | Érico Sousa   |
| 38 | Inghilterra (bandiera)         | C     | James Wallace |
| 39 | Galles (bandiera)              | A     | Aaron Collins |

### Rosa 2015-2016
| N. |                                | Ruolo | Calciatore           |
| -- | ------------------------------ | ----- | -------------------- |
| 1  | Galles (bandiera)              | P     | Scott Davies         |
| 3  | Inghilterra (bandiera)         | D     | Liam Ridehalgh       |
| 4  | Inghilterra (bandiera)         | C     | Steve Jennings       |
| 5  | Inghilterra (bandiera)         | D     | Liam Hogan           |
| 7  | Inghilterra (bandiera)         | D     | Lee Vaughan          |
| 8  | Inghilterra (bandiera)         | C     | Jay Harris           |
| 9  | Inghilterra (bandiera)         | C     | Gary Taylor-Fletcher |
| 10 | Inghilterra (bandiera)         | C     | James Norwood        |
| 11 | Saint Kitts e Nevis (bandiera) | C     | Lois Maynard         |
| 12 | Inghilterra (bandiera)         | D     | Michael Ihiekwe      |
| 13 | Scozia (bandiera)              | P     | Iain Turner          |
| 14 | Galles (bandiera)              | C     | Jack Mackreth        |
| 15 | Inghilterra (bandiera)         | D     | Martin Riley         |
| 16 | Inghilterra (bandiera)         | D     | Matt Hill            |
| 17 | Galles (bandiera)              | C     | Adam Mekki           |
| 21 | Inghilterra (bandiera)         | P     | Sam Ramsbottom       |
| 22 | Inghilterra (bandiera)         | C     | Liam Davies          |
| 23 | Inghilterra (bandiera)         | C     | Jake Kirby           |

| N. |                        | Ruolo | Calciatore      |
| -- | ---------------------- | ----- | --------------- |
| 24 | Inghilterra (bandiera) | D     | Steve McNulty   |
| 25 | Inghilterra (bandiera) | C     | Mitch Duggan    |
| 26 | Galles (bandiera)      | P     | Luke Pilling    |
| 28 | Inghilterra (bandiera) | D     | Evan Gumbs      |
| 29 | Inghilterra (bandiera) | A     | Michael Higdon  |
| 34 | Inghilterra (bandiera) | C     | Darren Askew    |
|    | Inghilterra (bandiera) | C     | Ben Jago        |
|    | Inghilterra (bandiera) | A     | Jonny Margetts  |
|    | Inghilterra (bandiera) | A     | Andy Mangan     |
|    | Inghilterra (bandiera) | A     | Ben Tomlinson   |
|    | Inghilterra (bandiera) | C     | Adam Dawson     |
|    | Inghilterra (bandiera) | A     | Nathan Blissett |
|    | Inghilterra (bandiera) | A     | Scott Fenwick   |
|    | Inghilterra (bandiera) | D     | Ritchie Sutton  |
|    | Inghilterra (bandiera) | A     | Cole Stockton   |
|    | Inghilterra (bandiera) | C     | Jeff Hughes     |
|    | Inghilterra (bandiera) | D     | Marcus Holness  |
|    | Inghilterra (bandiera) | A     | Marlon Jackson  |

### Rosa 2014-2015
| N. |                         | Ruolo | Calciatore          |
| -- | ----------------------- | ----- | ------------------- |
| 1  | Galles (bandiera)       | P     | Owain Fôn Williams  |
| 2  | Inghilterra (bandiera)  | D     | Danny Holmes        |
| 3  | Inghilterra (bandiera)  | D     | Liam Ridehalgh      |
| 4  | Inghilterra (bandiera)  | C     | Max Power           |
| 5  | Inghilterra (bandiera)  | D     | Michael Ihiekwe     |
| 6  | Inghilterra (bandiera)  | D     | Marcus Holness      |
| 7  | Inghilterra (bandiera)  | A     | George Donnelly     |
| 8  | Galles (bandiera)       | C     | Jason Koumas        |
| 9  | Nigeria (bandiera)      | A     | Kayode Odejayi      |
| 10 | Galles (bandiera)       | A     | Eliot Richards      |
| 11 | Sierra Leone (bandiera) | A     | Abdulai Bell-Baggie |
| 12 | Inghilterra (bandiera)  | C     | James Rowe          |
| 13 | Galles (bandiera)       | P     | Luke Pilling        |
| 14 | Scozia (bandiera)       | C     | Marc Laird          |
| 15 | Inghilterra (bandiera)  | D     | Jake Kirby          |

| N. |                        | Ruolo | Calciatore           |
| -- | ---------------------- | ----- | -------------------- |
| 16 | Inghilterra (bandiera) | A     | Cole Stockton        |
| 17 | Inghilterra (bandiera) | D     | Danny Woodards       |
| 19 | Saint Lucia (bandiera) | D     | Janoi Donacien       |
| 20 | Inghilterra (bandiera) | P     | Sam Ramsbottom       |
| 21 | Inghilterra (bandiera) | A     | Liam Davies          |
| 22 | Inghilterra (bandiera) | C     | Steve Jennings       |
| 23 | Inghilterra (bandiera) | C     | Matt Gill            |
| 24 | Inghilterra (bandiera) | C     | Evan Gumbs           |
| 25 | Inghilterra (bandiera) | D     | Matt Hill            |
| 26 | Slovenia (bandiera)    | P     | Peter Brezovan       |
| 29 | Inghilterra (bandiera) | A     | George Barker        |
| 30 | Francia (bandiera)     | A     | Armand Gnanduillet   |
| 31 | Inghilterra (bandiera) | A     | Danny Johnson        |
| 32 | Inghilterra (bandiera) | D     | Josh Thompson        |
|    | Inghilterra (bandiera) | C     | Gary Taylor-Fletcher |

### Rosa 2013-2014
| N. |                         | Ruolo | Calciatore          |
| -- | ----------------------- | ----- | ------------------- |
| 1  | Galles (bandiera)       | P     | Owain Fôn Williams  |
| 2  | Inghilterra (bandiera)  | D     | Danny Holmes        |
| 3  | Inghilterra (bandiera)  | D     | Evan Horwood        |
| 4  | Galles (bandiera)       | D     | Ash Taylor          |
| 5  | Giamaica (bandiera)     | D     | Ian Goodison        |
| 6  | Inghilterra (bandiera)  | D     | Tom Hateley         |
| 7  | Inghilterra (bandiera)  | C     | Joe Thompson        |
| 8  | Inghilterra (bandiera)  | C     | James Wallace       |
| 9  | Inghilterra (bandiera)  | A     | Ryan Lowe           |
| 10 | Inghilterra (bandiera)  | C     | Andy Robinson       |
| 11 | Sierra Leone (bandiera) | C     | Abdulai Bell-Baggie |
| 12 | Inghilterra (bandiera)  | C     | James Rowe          |
| 14 | Inghilterra (bandiera)  | C     | Chris Atkinson      |

| N. |                        | Ruolo | Calciatore            |
| -- | ---------------------- | ----- | --------------------- |
| 15 | Inghilterra (bandiera) | D     | Jake Kirby            |
| 16 | Inghilterra (bandiera) | A     | Cole Stockton         |
| 17 | Inghilterra (bandiera) | C     | Max Power             |
| 19 | Inghilterra (bandiera) | A     | Akpo Sodje            |
| 22 | Galles (bandiera)      | C     | Jason Koumas          |
| 23 | Inghilterra (bandiera) | D     | Liam Ridehalgh        |
| 24 | Inghilterra (bandiera) | D     | Callum Morris         |
| 26 | Irlanda (bandiera)     | C     | Jean-Louis Akpa Akpro |
| 33 | Inghilterra (bandiera) | P     | Jason Mooney          |
|    | Inghilterra (bandiera) | C     | Matthias Fanimo       |
|    | Inghilterra (bandiera) | D     | Andrai Jones          |
|    | Inghilterra (bandiera) | C     | Steve Jennings        |
|    | Scozia (bandiera)      | D     | Jim McNulty           |

### Rosa 2011-2012
| N. |                             | Ruolo | Calciatore         |
| -- | --------------------------- | ----- | ------------------ |
| 1  | Galles (bandiera)           | P     | Owain Fôn Williams |
| 2  | Inghilterra (bandiera)      | D     | Michael Kay        |
| 3  | Costa d'Avorio (bandiera)   | D     | Zoumana Bakayogo   |
| 4  | Inghilterra (bandiera)      | C     | Joss Labadie       |
| 5  | Giamaica (bandiera)         | D     | Ian Goodison       |
| 6  | Irlanda del Nord (bandiera) | D     | Mark McChrystal    |
| 7  | Nigeria (bandiera)          | A     | Enoch Showunmi     |
| 8  | Inghilterra (bandiera)      | C     | John Welsh         |
| 9  | Inghilterra (bandiera)      | A     | Mustafa Tiryaki    |
| 10 | Irlanda del Nord (bandiera) | C     | Robbie Weir        |
| 11 | Inghilterra (bandiera)      | C     | Andy Robinson      |
| 12 | Galles (bandiera)           | C     | Ash Taylor         |

| N. |                             | Ruolo | Calciatore     |
| -- | --------------------------- | ----- | -------------- |
| 13 | Inghilterra (bandiera)      | P     | Andy Coughlin  |
| 14 | Irlanda del Nord (bandiera) | A     | Adam McGurk    |
| 15 | Inghilterra (bandiera)      | D     | Danny Holmes   |
| 16 | Irlanda del Nord (bandiera) | D     | David Buchanan |
| 17 | Inghilterra (bandiera)      | A     | Lucas Akins    |
| 19 | Inghilterra (bandiera)      | D     | David Raven    |
| 20 | Inghilterra (bandiera)      | C     | Max Power      |
| 21 | Inghilterra (bandiera)      | A     | Jose Baxter    |
| 22 | Inghilterra (bandiera)      | P     | John Courtney  |
| 23 | Inghilterra (bandiera)      | P     | Paul Rachubka  |
| 25 | Irlanda (bandiera)          | C     | Martin Devaney |